# Andreas Raelert
Andreas Raelert (Rostock, 11 augustus 1976) is een triatleet uit Duitsland. Hij doet al triatlons vanaf 1994. Hij nam tweemaal deel aan de Olympische Spelen, maar won hierbij geen medailles.
Andreas deed mee aan de Olympische triatlon op de Olympische Zomerspelen 2000 en behaalde een twaalfde plaats in een totaal tijd van 1:49.31,28. Vier jaar later behaalde hij op de Olympische Zomerspelen 2004 een zesde plaats behaalde in een tijd van 1:52.35,62.
Hij is aangesloten bij Sportgemeinschaft FIKO Rostock eV.

## Belangrijke prestaties

### triatlon
- 1995:  EK junioren
- 1995: 23e WK junioren in Cancún - 2:01.56
- 1996:  EK junioren
- 1996:  WK junioren in Cleveland - 1:49.42
- 1997: 24e EK
- 1998: 21e EK
- 2000: 12e Olympische Spelen van Sydney - 1:49.31,28
- 2001: 22e WK olympische afstand
- 2002: 25e WK olympische afstand
- 2002: 12e EK
- 2003: 12e WK olympische afstand
- 2004: 33e WK olympische afstand
- 2004: 6e EK
- 2004: 6e Olympische Spelen van Athene - 1:52.35,62
- 2005: 29e WK olympische afstand in Gamagōri - 1:52.12
- 2008:  Ironman Arizona - 8:14.16
- 2008:  WK militairen
- 2008:  WK Ironman 70.3 Clearwater - 3:40.42
- 2008:  Ironman 70.3 Monaco - 4:10.10
- 2009: 7e ITU Triatlon Wereldbeker in Mooloolaba - 1:53.40
- 2009: 4e Ironman Germany - 8:03.30
- 2009:  Ironman Hawaï - 8:24.32
- 2010:  Ironman 70.3 Austria - 3:47.29
- 2010:  Ironman Hawaï - 8:12.17
- 2011:  Ironman Hawaï - 8:11.07
- 2012:  EK middenafstand in Barcelona - 3:48.15
- 2012:  Ironman 70.3 Austria - 3:55.25
- 2012:  Ironman Hawaï - 8:23.40

- Gemeinsame Normdatei: 1214238254
- Virtual International Authority File: 2201159613648941030007